# Hololena pacifica
Hololena pacifica is een spinnensoort in de taxonomische indeling van de trechterspinnen (Agelenidae).
Het dier behoort tot het geslacht Hololena. De wetenschappelijke naam van de soort werd voor het eerst geldig gepubliceerd in 1896 door Nathan Banks.